# Alexander Allerson
Alexander Allerson (* 19. Mai 1930 in Osterode, Ostpreußen) ist ein deutscher Schauspieler und Synchronsprecher.

## Leben
Nach dem Abitur studierte Allerson vier Semester Theaterwissenschaften und nahm anschließend Schauspielunterricht. Von 1954 bis 1962 war er an verschiedenen Bühnen engagiert, darunter an den Wuppertaler Bühnen und zuletzt am Düsseldorfer Schauspielhaus. Seither ist er freischaffend und unternahm mehrere Theatertourneen. Auftritte führten ihn an das Theater am Dom in Köln.
Rollen waren unter anderem Mephisto in Goethes Faust und die Titelfigur in Wallenstein. Des Weiteren wirkte er in Was ihr wollt und in de Hartogs Himmelbett mit.
Der Schwerpunkt seiner Tätigkeit lag beim Kinofilm, auch im Internationalen Film, und beim Fernsehen. Meist verkörperte er negative Charaktere. Als vielbeschäftigter Synchronsprecher lieh er u. a. in der Serie Alf dem Schauspieler Bill Daily („Larry“) seine Stimme. Allerson lebt in München.

## Filmografie
- 1961: Stahlnetz: In der Nacht zum Dienstag ...
- 1962: Ein Mann ist ein Mann
- 1962: Barras heute
- 1963: Mensch und Bestie
- 1963: Das Kriminalmuseum: Fünf Fotos
- 1964: Begegnung in Salzburg
- 1964: Hafenpolizei: St. Pauli ohne Maske
- 1965: Das Kriminalmuseum: Das Feuerzeug
- 1965: Verhör am Nachmittag
- 1966: Um null Uhr schnappt die Falle zu
- 1966: Mädchen zwischen Sex und Sünde (The Alley Cats)
- 1966: Rififi in Paris (Du rififi à Paname)
- 1967: Michael Kohlhaas
- 1967: Polizeifunk ruft – Auf schiefer Bahn
- 1967: Das Kriminalmuseum: Die Zündschnur
- 1967: Der Tod eines Doppelgängers
- 1967: Geheimauftrag K (Assignment K)
- 1968: Gib mir Liebe
- 1968: Der nächste Herr, dieselbe Dame
- 1968: Die Ente klingelt um ½ 8
- 1968: Fünf blutige Stricke (Joko invoca Dio… e muori)
- 1968: Der Mann, der keinen Mord beging (Fernseh-Mehrteiler)
- 1968: Willst Du ewig Jungfrau bleiben?
- 1968: Detektiv Quarles (Fernsehserie)
- 1969: Luftschlacht um England (Battle of Britain)
- 1969: Champagner für Zimmer 17
- 1970: Die Jungfrauen von Bumshausen
- 1970: Ausbruch der 28 (The McKenzie Break)
- 1971: Hausfrauen-Report 1: Unglaublich, aber wahr
- 1971: Das ehrliche Interview
- 1972: Hausfrauen-Report 3
- 1972: Versuchung im Sommerwind
- 1972: Schlachthof 5 (Slaughterhouse-Five)
- 1972: Zwei Himmelhunde auf dem Weg zur Hölle (Più forte, ragazzi!)
- 1972: Und der Regen verwischt jede Spur
- 1972: Tatort: Kressin und die Frau des Malers
- 1973: Ludwig II. (Ludwig)
- 1973: Der Kommissar: Rudek
- 1973: Liebesjagd durch 7 Betten
- 1973: Der Mann aus Metall
- 1973: Mein Name ist Nobody (Il mio nome è Nessuno)
- 1973: Eine Armee Gretchen
- 1974: Unter Ausschluß der Öffentlichkeit (Fernsehreihe)
- 1974: Sabine
- 1974: Die Akte Odessa (The Odessa File)
- 1975: Die Brücke von Zupanja
- 1975: Das Rückendekolleté
- 1975: Der Geheimnisträger
- 1975: Bitte keine Polizei – Schöne Ferien
- 1976: Satansbraten
- 1976: Ich will doch nur, daß ihr mich liebt
- 1976: Das Brot des Bäckers
- 1976: Gesucht wird... – Bernhard Lippert
- 1976: Schatten der Engel
- 1976: Chinesisches Roulette
- 1977: Bolwieser
- 1978: Das Teufelscamp der verlorenen Frauen
- 1978: Despair – Eine Reise ins Licht
- 1978: Zwischengleis
- 1978: Das verschollene Inka-Gold
- 1978: Geschichten aus der Zukunft
- 1979: Spanische Oliven
- 1980: Die Leute vom Domplatz
- 1980: Tatort: Spiel mit Karten
- 1981: Lili Marleen
- 1981: Der Fuchs von Övelgönne: Insel der Angst
- 1982: Die Pawlaks – Eine Geschichte aus dem Ruhrgebiet
- 1983: Martin Luther
- 1983: Das Traumschiff: Kenia
- 1984: Kerbels Flucht
- 1985: Eis am Stiel 6 – Ferienliebe (Harimu Ogen)
- 1985: Chico Rei
- 1986: Kunyonga – Mord in Afrika
- 1997: Solo für Sudmann (2 Folgen)
- 1997: Sexy Lissy